# Grand Tour (horská klasifikace)
Seznam vítězů horské soutěže závodů Grand Tour představuje přehledný výpis vítězů jednotlivých závodů zařazených do cyklistické Grand Tour, tedy Giro d'Italia, Tour de France, Vuelta a España.

## Vítězové horská soutěže Grand Tours
| Horská soutěž Grand Tours                        |                                |                                |
| Giro d'Italia                                    | Tour de France                 | Vuelta a España                |
| 2023 Thibaut Pinot (FRA)                         | 2023 Giulio Ciccone (ITA)      | 2023 bude oznámeno             |
| 2022 Koen Bouwman (NED)                          | 2022 Jonas Vingegaard (DEN)    | 2022 Richard Carapaz (ECU)     |
| 2021 Geoffrey Bouchard (FRA)                     | 2021 Tadej Pogačar (SLO)       | 2021 Michael Storer (AUS)      |
| 2020 Ruben Guerreiro (POR)                       | 2020 Tadej Pogačar (SLO)       | 2020 Guillaume Martin (FRA)    |
| 2019 Giulio Ciccone (ITA)                        | 2019 Romain Bardet (FRA)       | 2019 Geoffrey Bouchard (FRA)   |
| 2018 Chris Froome (GBR)                          | 2018 Julian Alaphilippe (FRA)  | 2018 Thomas De Gendt (BEL)     |
| 2017 Mikel Landa (ESP)                           | 2017 Warren Barguil (FRA)      | 2017 Davide Villella (ITA)     |
| 2016 Mikel Nieve (ESP)                           | 2016 Rafał Majka (POL)         | 2016 Omar Fraile (ESP)         |
| 2015 Giovanni Visconti (ITA)                     | 2015 Chris Froome (GBR)        | 2015 Omar Fraile (ESP)         |
| 2014 Julián Arredondo (COL)                      | 2014 Rafał Majka (POL)         | 2014 Luis León Sánchez (ESP)   |
| 2013 Stefano Pirazzi (ITA)                       | 2013 Nairo Quintana (COL)      | 2013 Nicolas Edet (FRA)        |
| 2012 Matteo Rabottini (ITA)                      | 2012 Thomas Voeckler (FRA)     | 2012 Simon Clarke (AUS)        |
| 2011 Stefano Garzelli (ITA)                      | 2011 Samuel Sánchez (ESP)      | 2011 David Moncoutié (FRA)     |
| 2010 Matthew Lloyd (AUS)                         | 2010 Anthony Charteau (FRA)    | 2010 David Moncoutié (FRA)     |
| 2009 Stefano Garzelli (ITA)                      | 2009 Egoi Martínez (ESP)       | 2009 David Moncoutié (FRA)     |
| 2008 Emanuele Sella (ITA)                        | 2008 Carlos Sastre (ESP)       | 2008 David Moncoutié (FRA)     |
| 2007 Leonardo Piepoli (ITA)                      | 2007 Mauricio Soler (COL)      | 2007 Děnis Meňšov (RUS)        |
| 2006 Juan Manuel Gárate (ESP)                    | 2006 Michael Rasmussen (SUI)   | 2006 Egoi Martínez (ESP)       |
| 2005 José Rujano (VEN)                           | 2005 Michael Rasmussen (SUI)   | 2005 Joaquim Rodríguez (ESP)   |
| 2004 Fabian Wegmann (GER)                        | 2004 Richard Virenque (FRA)    | 2004 Félix Cárdenas (COL)      |
| 2003 Fredy González (COL)                        | 2003 Richard Virenque (FRA)    | 2003 Félix Cárdenas (COL)      |
| 2002 Julio Alberto Pérez (MEX)                   | 2002 Laurent Jalabert (FRA)    | 2002 Aitor Osa (ESP)           |
| 2001 Fredy González (COL)                        | 2001 Laurent Jalabert (FRA)    | 2001 José María Jiménez (ESP)  |
| 2000 Francesco Casagrande (ITA)                  | 2000 Santiago Botero (COL)     | 2000 Carlos Sastre (ESP)       |
| 1999 Chepe González (COL)                        | 1999 Richard Virenque (FRA)    | 1999 José María Jiménez (ESP)  |
| 1998 Marco Pantani (ITA)                         | 1998 Christophe Rinero (FRA)   | 1998 José María Jiménez (ESP)  |
| 1997 Chepe González (COL)                        | 1997 Richard Virenque (FRA)    | 1997 José María Jiménez (ESP)  |
| 1996 Mariano Piccoli (ITA)                       | 1996 Richard Virenque (FRA)    | 1996 Tony Rominger (SUI)       |
| 1995 Mariano Piccoli (ITA)                       | 1995 Richard Virenque (FRA)    | 1995 Laurent Jalabert (FRA)    |
| 1994 Pascal Richard (SUI)                        | 1994 Richard Virenque (FRA)    | 1994 Luc Leblanc (FRA)         |
| 1993 Claudio Chiappucci (ITA)                    | 1993 Tony Rominger (SUI)       | 1993 Tony Rominger (SUI)       |
| 1992 Claudio Chiappucci (ITA)                    | 1992 Claudio Chiappucci (ITA)  | 1992 Carlos Hernandez (ESP)    |
| 1991 Iñaki Gastón (ESP)                          | 1991 Claudio Chiappucci (ITA)  | 1991 Luis Herrera (COL)        |
| 1990 Claudio Chiappucci (ITA)                    | 1990 Thierry Claveyrolat (FRA) | 1990 José Martín Farfán (COL)  |
| 1989 Luis Herrera (COL)                          | 1989 Gert-Jan Theunisse (NED)  | 1989 Óscar Vargas (COL)        |
| 1988 Andrew Hampsten (USA)                       | 1988 Steven Rooks (NED)        | 1988 Álvaro Pino (ESP)         |
| 1987 Philippa York (GBR)                         | 1987 Luis Herrera (COL)        | 1987 Luis Herrera (COL)        |
| 1986 Pedro Muñoz (ESP)                           | 1986 Bernard Hinault (FRA)     | 1986 José Luis Laguía (ESP)    |
| 1985 José Luis Navarro (ESP)                     | 1985 Luis Herrera (COL)        | 1985 José Luis Laguía (ESP)    |
| 1984 Laurent Fignon (FRA)                        | 1984 Robert Millar (GBR)       | 1984 Felipe Yáñez (ESP)        |
| 1983 Lucien Van Impe (BEL)                       | 1983 Lucien Van Impe (BEL)     | 1983 José Luis Laguía (ESP)    |
| 1982 Lucien Van Impe (BEL)                       | 1982 Bernard Vallet (FRA)      | 1982 José Luis Laguía (ESP)    |
| 1981 Claudio Bortolotto (ITA)                    | 1981 Lucien Van Impe (BEL)     | 1981 José Luis Laguía (ESP)    |
| 1980 Claudio Bortolotto (ITA)                    | 1980 Raymond Martin (FRA)      | 1980 Juan Fernández (ESP)      |
| 1979 Claudio Bortolotto (ITA)                    | 1979 Giovanni Battaglin (ITA)  | 1979 Felipe Yáñez (ESP)        |
| 1978 Ueli Sutter (SUI)                           | 1978 Mariano Martinez (ESP)    | 1978 Andrés Oliva (ESP)        |
| 1977 Faustino Fernández Ovies (ESP)              | 1977 Lucien Van Impe (BEL)     | 1977 Pedro Torres (ESP)        |
| 1976 Andrés Oliva (ESP)                          | 1976 Giancarlo Bellini (ITA)   | 1976 Andrés Oliva (ESP)        |
| 1975 Andrés Oliva (ESP)                          | 1975 Lucien Van Impe (BEL)     | 1975 Andrés Oliva (ESP)        |
| 1974 José Manuel Fuente (ESP)                    | 1974 Domingo Perurena (ESP)    | 1974 José Luis Abilleira (ESP) |
| 1973 José Manuel Fuente (ESP)                    | 1973 Pedro Torres (ESP)        | 1973 José Luis Abilleira (ESP) |
| 1972 José Manuel Fuente (ESP)                    | 1972 Lucien Van Impe (BEL)     | 1972 José Manuel Fuente (ESP)  |
| 1971 José Manuel Fuente (ESP)                    | 1971 Lucien Van Impe (BEL)     | 1971 Joop Zoetemelk (NED)      |
| 1970 Martin Van Den Bossche (BEL)                | 1970 Eddy Merckx (BEL)         | 1970 Agustín Tamames (ESP)     |
| 1969 Claudio Michelotto (ITA)                    | 1969 Eddy Merckx (BEL)         | 1969 Luis Ocaña (ESP)          |
| 1968 Eddy Merckx (BEL)                           | 1968 Aurelio Gonzales (ESP)    | 1968 Francisco Gabica (ESP)    |
| 1967 Aurelio González (ESP)                      | 1967 Julio Jiminez (ESP)       | 1967 Mariano Díaz (ESP)        |
| 1966 Franco Bitossi (ITA)                        | 1966 Julio Jiminez (ESP)       | 1966 Gregorio San Miguel (ESP) |
| 1965 Franco Bitossi (ITA)                        | 1965 Julio Jiminez (ESP)       | 1965 Julio Jiménez (ESP)       |
| 1964 Franco Bitossi (ITA)                        | 1964 Federico Bahamontes (ESP) | 1964 Julio Jiménez (ESP)       |
| 1963 Vito Taccone (ITA)                          | 1963 Federico Bahamontes (ESP) | 1963 Julio Jiménez (ESP)       |
| 1962 Angelino Soler (ESP)                        | 1962 Federico Bahamontes (ESP) | 1962 Antonio Karmany (ESP)     |
| 1961 Vito Taccone (ITA)                          | 1961 Imerio Massignan (ITA)    | 1961 Antonio Karmany (ESP)     |
| 1960 Rik Van Looy (BEL)                          | 1960 Imerio Massignan (ITA)    | 1960 Antonio Karmany (ESP)     |
| 1959 Charly Gaul (LUX)                           | 1959 Federico Bahamontes (ESP) | 1959 Antonio Suárez (ESP)      |
| 1958 Jean Brankart (BEL)                         | 1958 Federico Bahamontes (ESP) | 1958 Federico Bahamontes (ESP) |
| 1957 Raphaël Géminiani (FRA)                     | 1957 Gastone Nencini (ITA)     | 1957 Federico Bahamontes (ESP) |
| 1956 Charly Gaul (LUX) Federico Bahamontes (ESP) | 1956 Charly Gaul (LUX)         | 1956 Nino Defilippis (ITA)     |
| 1955 Gastone Nencini (ITA)                       | 1955 Charly Gaul (LUX)         | 1955 Giuseppe Buratti (ITA)    |
| 1954 Fausto Coppi (ITA)                          | 1954 Federico Bahamontes (ESP) | 1954 nejelo se                 |
| Giro d'Italia                                    | Tour de France                 | Vuelta a España                |

## Seznam výherců horské soutěže závodů Grand Tour

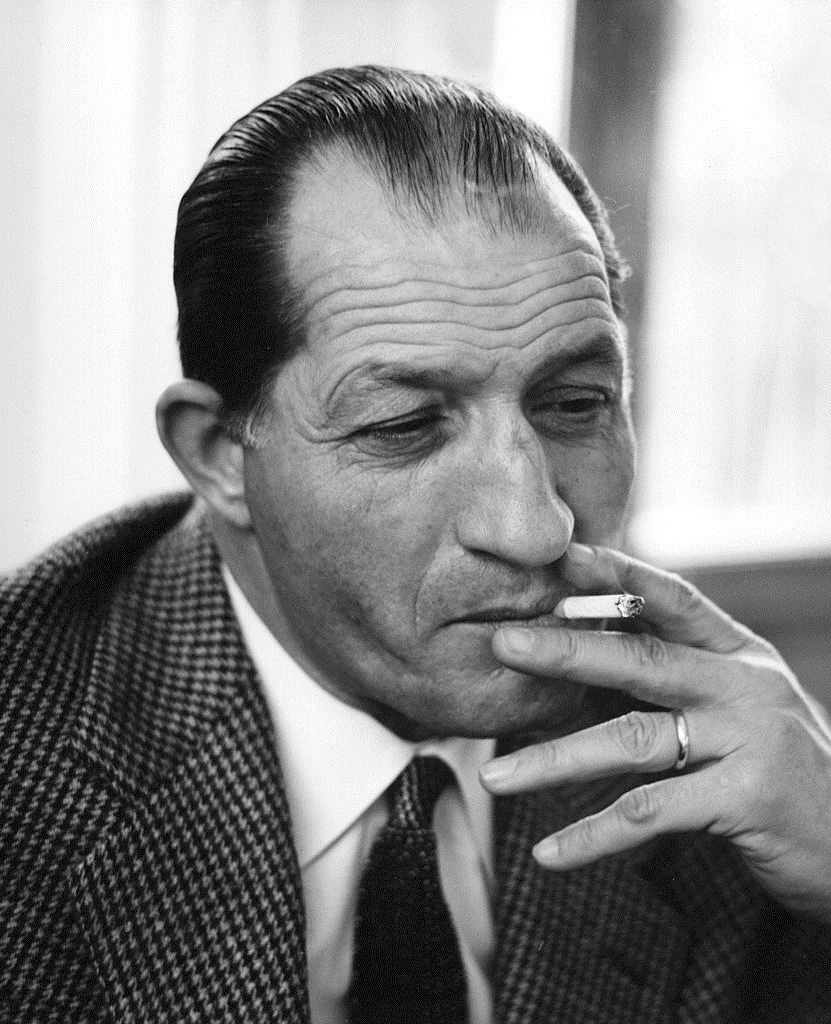
Gino Bartali Itálie - 9× vítěz.
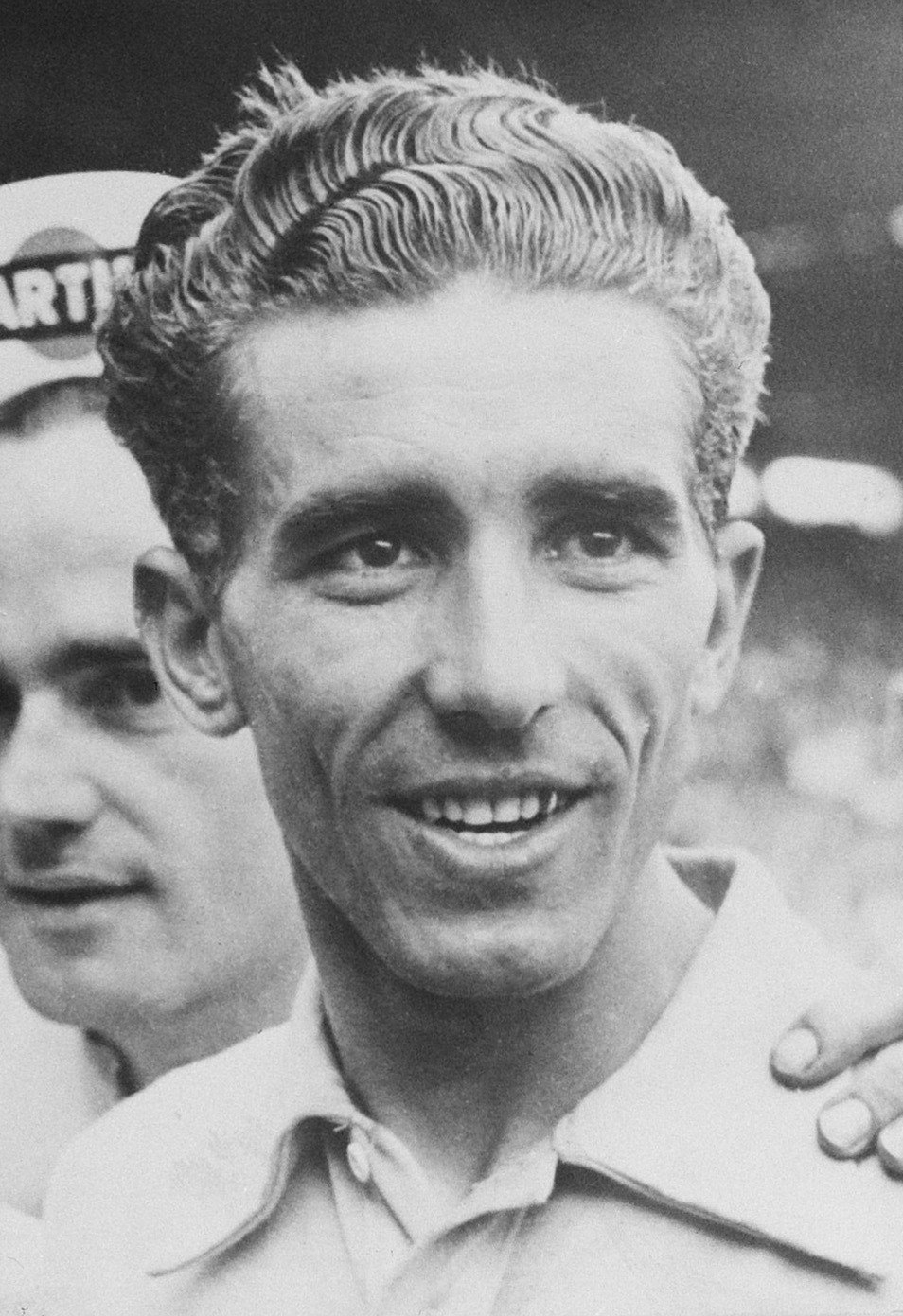
Federico Bahamontes Španělsko - 9 × vítěz.
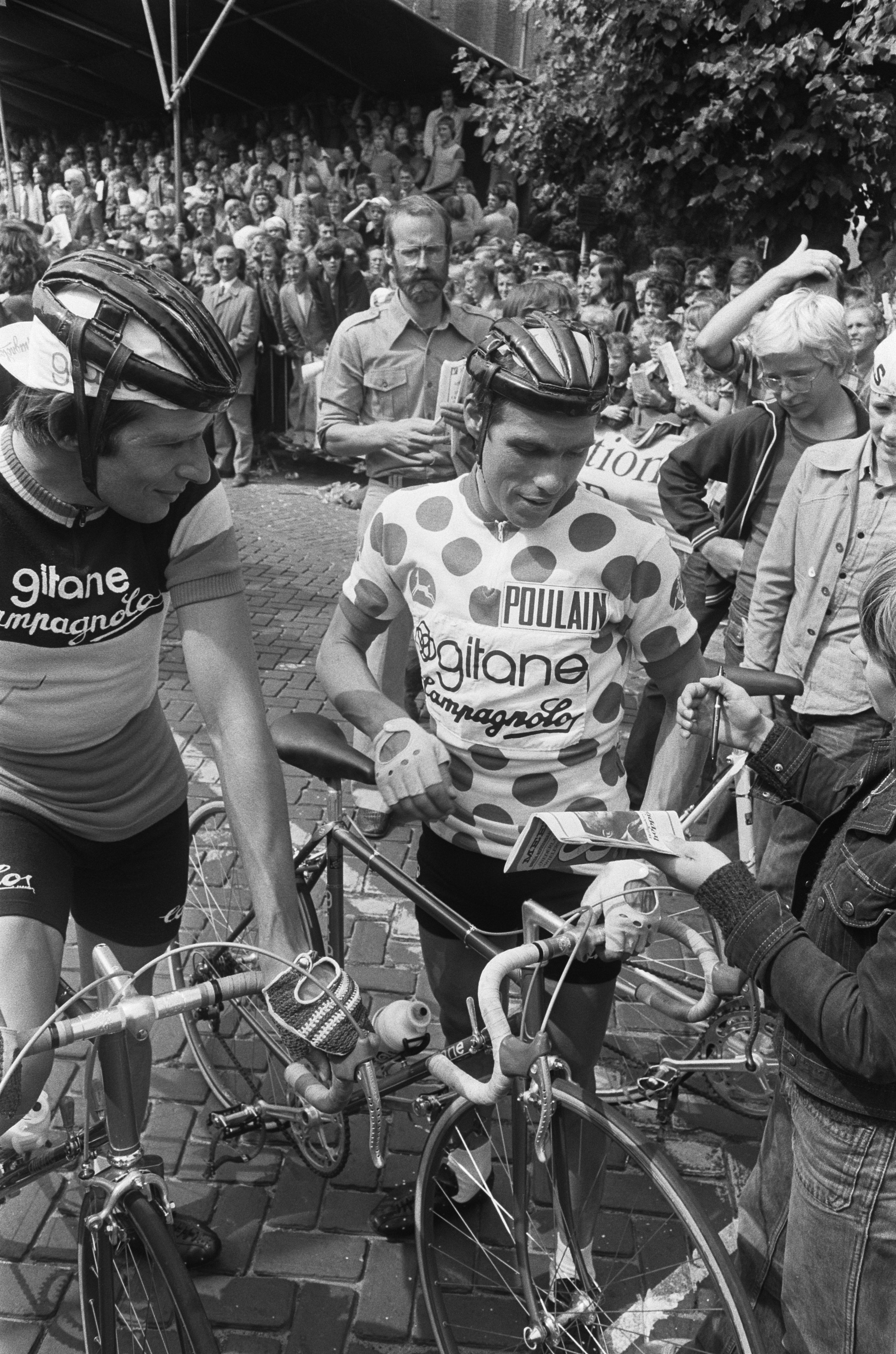
Lucien Van Impe Belgie - 8× vítěz.
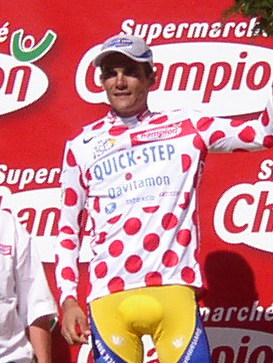
Richard Virenque Francie - 7× vítěz.
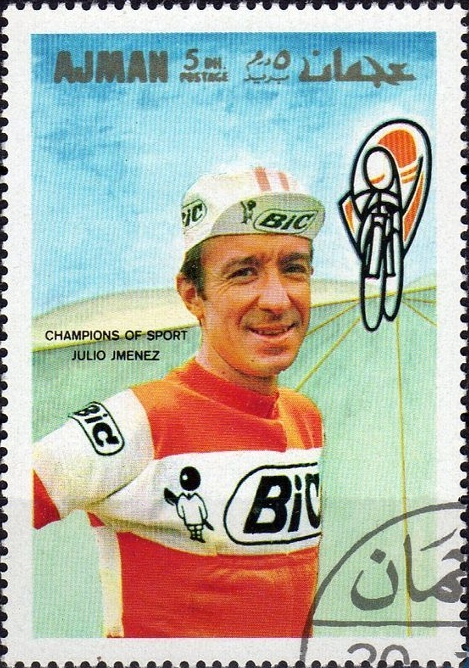
Julio Jiménez Španělsko - 6× vítěz.

Alespoň jednou každý ze závodů vyhráli ve své kariéře tito cyklisté (počty jsou uvedeny k roku 2021):
| Horská soutěž Grand Tours |                                               |                                               |                       |
| Cyklista                  | Giro d'Italia                                 | Tour de France                                | Vuelta a España       |
| Gino Bartali              | 7x - 1935, 1936, 1937, 1939, 1940, 1946, 1947 | 2x - 1938, 1948                               | nevyhrál              |
| Federico Bahamontes       | 1x - 1956                                     | 6x - 1954, 1958, 1959, 1962, 1963, 1964       | 2x - 1957, 1958       |
| Lucien Van Impe           | 2x - 1982, 1983                               | 6x - 1971, 1972, 1975, 1977, 1981, 1983       | nevyhrál              |
| Richard Virenque          | nevyhrál                                      | 7x - 1994, 1995, 1996, 1997, 1999, 2003, 2004 | nevyhrál              |
| Julio Jiménez             | nevyhrál                                      | 3x - 1965, 1966, 1967                         | 3x - 1963, 1964, 1965 |